# عاصم سيهتش
عاصم سيهتش مواليد 16 يونيو 1981 في جمهورية يوغوسلافيا الاشتراكية الاتحادية، هو لاعب كرة قدم بوسني. يلعب كمهاجم. مثّل منتخب البوسنة والهرسك لكرة القدم.

## المسيرة الاحترافية
احترف في المملكة العربية السعودية حيث لعب مع نادي الفيصلي السعودي. كما لعب مباراة واحدة مع منتخب البوسنة والهرسك الوطني في عام 2004.

### أندية لعب لها
| النادي             | الدولة   | الفترة        |
| ------------------ | -------- | ------------- |
| نادي إسترا 1961    | كرواتيا  | 2000-2006     |
| نادي نوشاتل زاماكس | سويسرا   | 2006-2007     |
| نادي سلافن بيلوبو  | كرواتيا  | 2007-2008     |
| نادي إسترا 1961    | كرواتيا  | 2008-2011     |
| الفيصلي            | السعودية | 2011-حتى الآن |

## وصلات خارجية
- عاصم سيهتش على موقع اتحاد كرواتيا (الكرواتية)
- عاصم سيهتش على موقع قاعدة بيانات كرة القدم.إي يو (الإنجليزية)
- عاصم سيهتش على موقع ناشيونال فوتبول تيمز (الإنجليزية)
- عاصم سيهتش على موقع Soccerway.com (الإنجليزية)